# Arnis Tihvinskis
Arnis Tihvinskis, née le 19 mai 1975, est un joueur de squash représentant la Lettonie. Il est champion de Lettonie en 2005.

## Biographie
Il n'a que trois ans d'écart avec Aleksandrs Pāvulāns, perdant face à lui les finales du championnat national 2004, 2006 et 2007.

## Palmarès

### Titres
- Championnats de Lettonie : 2005

### Finales
- Championnats de Lettonie : 4 finales (2003, 2004, 2006, 2007)